# Harriet Ndow
Harriet Ndow (Harriet Martha Ndow oder Harriet Margaret Ndow, geb. als Harriet Njie am 28. Oktober 1926 in Bathurst, heute Banjul; † 18. Juni 2019 in Kanifing, Kanifing Municipal) war eine gambische Pädagogin und Bildungsunternehmerin.

## Leben
Ndow kam 1926 als erstes Kind des Ladenbesitzers William Njie und von Elizabeth oder Sagarr Njie (geb. Jagne) zur Welt. Ein Urgroßvater mütterlicherseits, Francis Gorée-Njie, erbaute um 1834 die Wesley Methodist Church in Bathurst (heute Banjul).
Sie besuchte die St. Joseph’s Infant Primary und St. Joseph’s High School. Nach dem Schulabschluss 1945 ging sie mit einem Stipendium auf das Achimota College in der Goldküste (heute Achimota School in Ghana), um sich als Grundschullehrerin ausbilden zu lassen.
Ab 1948 unterrichtete sie an der St. Joseph’s Primary in Bathurst, Gambia. 1955 ging sie zur Weiterbildung zum Portsmouth Training College nach Großbritannien und studierte später in Oxford.
1963 eröffnete sie als Schulleiterin die Campama Primary School. 1966 wurde sie als Nachfolgerin ihres Ehemanns Schulleiterin an die Serrekunda Primary School, wo sie bis zu ihrer Pensionierung 1981 arbeitete. In den ersten Jahren ihrer Tätigkeit als Lehrkraft führte sie außerdem ein Kleidungsgeschäft und eine Immobilienagentur.
Nach ihrem Tod kam es im Juli 2019 zu einem Prozess, weil ein Bekannter Ndows ihre Schecks gefälscht und sich so nach Aussage ihrer Tochter etwa eine Million Dalasi erschlichen habe.
Ndow war lange Leiterin der Gambia Girl Guides und engagierte sich in der Women’s Corona Society.
Sie war mit Benedict John „Chips“ Ndow, dem Schulleiter der Latrikunda Junior Secondary School, verheiratet und hatte mit ihm vier Kinder. Ndow gehörte der Ethnie der Wolof an und war katholisch. In der Kirche engagierte sie sich als Präsidentin der Marie Rivier Society.

## Schulgründungen
Sie gründete ab den 1980er Jahren mit Unterstützung der Regierung und eines Kredits der Weltbank über sieben Millionen US-Dollar mehrere eigene Schulen, zunächst die St. Joseph Nursery School und anschließend weiterführende Schulen. Mit Unterstützung des damaligen Präsidenten Dawda Jawara konnte sie 1992 in der Nähe des Management Development Institute die Ndow’s Comprehensive Primary and Middle Schools eröffnen.
2009 gehörten acht Schulen zu ihrer Ndow’s Group of Schools. Darunter ist die 1995 gegründete Ndow’s Comprehensive Senior Secondary School in der Nähe des Independence Stadiums (Fajara/Bakau New Town) mit 575 Schülerinnen und Schülern der Klassen 10 bis 12 (Stand 2009). Um 2019 besuchten insgesamt 4000 Schülerinnen und Schüler die von ihr gegründeten Schulen.

## Auszeichnungen
1999 wurde sie von der Zeitschrift The Gambia News & Report zur „Person of the Year“ gewählt. Sie war nach Vizepräsidentin Isatou Njie Saidy (1997) die zweite Frau, die diesen Preis erhielt.
Vom gambischen Staatspräsidenten Dawda Jawara erhielt sie 1984 den Order of the Republic of The Gambia in der Stufe Member und von dessen Nachfolger Yahya Jammeh diesen Orden in der Stufe Commander.
2014 erhielt sie von der Gambia Chamber of Commerce and Industry (GCCI) einen Lifetime Achievement Award.